# Czeski język migowy
Czeski język migowy (cz. Český znakový jazyk, CZJ) – naturalny język migowy społeczności Głuchych w Czechach.
Językiem tym posługuje się około 10 do 12 tysięcy osób niesłyszących lub niedosłyszących z ciężką utratą słuchu.

## Charakterystyka
Czeski język migowy prawdopodobnie powstał w pierwszej czeskiej szkole dla osób niesłyszących (Ústavu pro hluchoněmé v Praze), założonej w Pradze w roku 1786. Była to piąta tego typu szkoła w Europie, założona 16 lat po pierwszej szkole dla głuchych uczniów w Paryżu (Institut national de jeunes sourds de Paris). Z tego też powodu uważa się, że czeski język migowy należy do francuskiej rodziny języków migowych. Aż do roku 1989 w Czechach dominowała doktryna oralistyczna, według której Głusi mieli uczyć się czytać z ust. 
Obecna forma tego języka różni się od innych krajowych języków migowych używanych w Europie i na świecie, równocześnie zachowując podstawowe cechy wspólne pozwalające użytkownikom tego języka na komunikację z innymi głuchymi przynajmniej na poziomie podstawowym. 
Choć język czeski jest zbliżony do języka słowackiego, to jednak czeski język migowy nie wykazuje znaczących podobieństw ze słowackim językiem migowym. Języki migowe najbardziej zbliżone do czeskiego języka migowego to włoski i austriacki.
Prowadzenie naukowych badań nad czeskim językiem migowym rozpoczęto dopiero w roku 1993 z inicjatywy Instytutu dla Niesłyszących w Berounie. Czeski język migowy został uznany za oficjalny język porozumiewania się osób głuchych w ustawie z 11 czerwca 1998 (Zakon o znakove reói 155/1998 Sb, pol. Ustawa o Czeskim Języku Migowym).
W standardzie ISO 639-3 czeski język migowy otrzymał kod „cse”.